# Joonas Kolkka
Joonas Kolkka   (Lahti, 28 de setembre de 1974) fou un futbolista finlandès de la dècada de 1990.
Fou 98 cops internacional amb la selecció finlandesa.
Pel que fa a clubs, destacà a Willem II, PSV Eindhoven, Panathinaikos FC, Borussia Mönchengladbach i Crystal Palace FC.